# Massimo Moratti
Massimo Moratti (* 16. května 1945) je italský podnikatel a ropný magnát. Je spolumajitelem a generálním manažerem petrochemické firmy Saras Raffinerie Sarde, kterou roku 1962 založil jeho otec Angelo Moratti, a která těží ropu na Sardinii, v jednom z mála významných evropských ložisek ropy, s kapacitou 300 000 barelů denně. Nedávno se Moratti začal orientovat i na výrobu energie (firma Sarlux aj.). V roce 2017 byl s majetkem v hodnotě 1,5 miliardy dolarů 29. nejbohatším Italem.
V letech 1995-2013 byl prezidentem klubu Inter Milán (jeho otec Angelo byl prezidentem Interu v letech 1955-1968). Z vlastních prostředků utratil Massimo Moratti 1,5 miliardy eur na nákup hráčů (mj. Ronaldo, Roberto Baggio, Zlatan Ibrahimović, Luís Figo). Svůj celý vlastnický podíl v Interu prodal v roce 2016 indonéskému podnikateli Ericku Thohirovi.